# Buonanotte con le favole di YoYo
Buonanotte con le favole di Yoyo è stato un programma televisivo per bambini, andato in onda sul canale tematico Rai YoYo dal 2012 al 2015.
In ogni puntata la conduttrice Greta Pierotti racconta magiche storie della buonanotte ai bambini immergendoli in mondi fatati di principi e principesse, fate e streghe. Le sue parole vengono illustrate con la sabbia da vari artisti, tra cui Simona Gandola, Michelangelo Fornaro, Federico Faini e Anna Maria Pagliei, che danno forma ai personaggi ed ai luoghi raccontati da Greta.
(Frase di Greta Pierotti alla fine di ogni puntata)

## Trasmissione
La stagione più recente è stata la quarta edizione del programma, dove a raccontare le storie sono stati, di puntata in puntata, doppiatori celebri come Michele Gammino, Emanuela Rossi, Claudio Sorrentino, Claudia Razzi e Roberto Chevalier.